# Chartreuse de Turin
La chartreuse de Notre-Dame de l’Annonciation est un ancien monastère chartreux à Collegno près de Turin dans le Piémont (Italie).

## Histoire
La chartreuse de l’Annonciation de Turin est fondée en 1642 par Christine de France, duchesse-régente de Savoie, pour remplir la promesse faite par son beau-père, le duc Charles-Emmanuel Ier, de reconstruire la chartreuse d'Avigliana, détruite pendant la guerre de Succession de Mantoue. Les constructions sont simples et grandes. 
Le 16 août 1802, la suppression des ordres religieux et des congrégations est décrétée par le gouvernement de la République française. À partir du 31 août 1802, la procédure d'abolition effective des instituts religieux commence et à partir de décembre 1802, la vie monastique dans la chartreuse est terminée.
En 1818, elle est restaurée par le roi Victor-Emmanuel Ier. 
En 1840, le roi Charles-Albert y fixe le chef-lieu de l’Ordre de l’Annonciade. 
En 1852, le gouvernement l’affecte à un hôpital d’aliénés et, en 1855, elle est supprimée comme maison religieuse. La communauté se maintient jusqu’en 1863 à la Safforona, propriété du ministre Cavour, puis est dispersée.

## Prieurs
Le prieur est le supérieur d'une chartreuse, élu par ses comprofès ou désigné par les supérieurs majeurs.
- 1660 : de Varax
- ~1772-1789 : Archangelo Bruno (†1789), profès et prieur de la chartreuse de Turin, visiteur de la province de Lombardie en 1772.
- 1824 : Benoit Nizzati (†1831), prieur général de l'ordre (1824-1831)
- 1831 :Bosio
- ~1870 : Gabriele Maria Falconis, chassé de la chartreuse de Turin pour propagande anti-unitaire, réfugié dans la maison-mère avant de s’installer à Trisulti[1].

## Architecture
Antonio Maurizio Valperga, premier ingénieur du roi, est appelé à concevoir le monastère. Filippo Juvarra est le concepteur de l'agrandissement du XVIIIe siècle et du portail d'entrée, achevé en 1737 à la demande du roi Charles-Emmanuel III. Le travail de Valperga n'est pas terminé, mais le projet est visible dans la gravure du Theatrum Statuum Sabaudiæ. Une partie de ce premier complexe historique est l'église Santissima Annunziata (it), les tombeaux des chevaliers de la Santissima Annunziata et l'Aula Hospitalis. 
L'agrandissement consiste en la construction de vastes bâtiments du XVIIIe siècle disposés en peigne et appelés pavillons, qui ont progressivement transformé la chartreuse en l'une des plus grandes structures psychiatriques d'Italie. Les limites de la zone hospitalière coïncident avec le mur d'enceinte, qui a été démoli dans les années 1980 avec la fermeture des structures psychiatriques.

## Aujourd'hui
À la suite de la cession de l'hôpital psychiatrique, certains bâtiments abritent désormais des bureaux municipaux, des salles de classe universitaires et des locaux administratifs, tandis que le parc, qui occupe une superficie d'environ 400 000 m², est fréquenté par des personnes de tous âges. Il est traversé par des allées bordées d'arbres constituées d'espèces d'arbres anciens. Il est équipé d'installations sportives, récréatives, de loisirs et de détente. Le parc accueille des événements culturels et des représentations musicales.
En 2004, les travaux de restauration commencent par le pavillon construit, entre 1870 et 1875, pour abriter une buanderie vapeur pour l'hôpital psychiatrique. Une fois la rénovation du pavillon terminée, les espaces sont affectés en permanence au Centre Coreutico, dans le but de récupérer la structure d'origine. En 2006, le bâtiment qui abritait l'ancien hôpital psychiatrique judiciaire et appelé « squat Mezcal » est illégalement occupé.